# 南光バスストップ
南光バスストップ（なんこうバスストップ）は、兵庫県佐用郡佐用町漆野に位置する中国自動車道のバス停。中国ハイウェイバス（神姫バス・西日本ジェイアールバス）が停車する。
大阪市までは最速140分で結ばれる。宍粟市西部の千種町や佐用郡佐用町の旧南光町地区へのアクセスに便利である。

## 停車する路線
| のりば | 愛称               | 会社名                 | 行先                                              | 備考       |
| ------ | ------------------ | ---------------------- | ------------------------------------------------- | ---------- |
| 上り線 | 中国ハイウェイバス | 西日本JRバス・神姫バス | 大阪（新大阪駅・大阪駅JR高速バスターミナル・USJ） | 急行便のみ |
| 下り線 | 中国ハイウェイバス | 西日本JRバス・神姫バス | 津山（津山駅）                                    | 急行便のみ |

## アクセス
- コミュニティバス 漆野バス停（兵庫県道53号宍粟下徳久線）

## 隣
E2A中国自動車道
(10)山崎IC/BS - (10-1)宍粟JCT - 揖保川PA - 葛根BS - 南光BS - (10-2)佐用JCT - (11)佐用IC/BS

## 位置情報
- 北緯35度02分03秒 東経134度25分22秒 / 北緯35.03417度 東経134.42278度
- 土万［南西］ - 地理院地図
- 佐用郡南光町漆野 - Google マップ

- - Google マップでは南光バスストップで検索しても正しく表示されないため、近傍の地点で代用。なお、住所の検索キーワードが合併前のものになっているのは、佐用郡佐用町漆野では正しく表示されないためである。